# Venus Surface Explorer
Venus Surface Explorer (VSE) är en rymdsond som kommer att studera sammansättningen och göra isotropiska av Venus yta och atmosfär. Man vill att VSE ska operera i minst 90 dagar under de förhållanden som råder på Venus yta. Venus Surface Explorer kommer att testa viktig teknologi för andra rymdsonder till Venus, så som Venus Surface Sample Return Mission (VSSR). Tidigaste uppskjutningdatum blir 2020.